# 楊三哥
楊三哥（越南语：／，？—980年8月10日），史称楊平王（越南语：／），越南吳朝時期君主，本為交趾統治者楊廷藝的兒子。吳朝君主吳權去世後，憑著篡奪行為獲取權力，於945年至950年在位。其後，遭吳權之子吳昌文廢黜。

## 生平

### 奪取權力
楊三哥是10世紀時期交趾統治者楊廷藝的兒子，他的其中一名姊妹，是吳朝君主吳權的王后。據《越史略》及《大越史記全書》等史料所載，當吳權病重時，委託楊三哥輔助其子。及至吳權去世，945年，楊三哥篡位，僭稱「平王」，吳權長子吳昌岌懼怕大禍臨頭，逃到南冊江（今屬越南海陽省），投靠茶鄉（金城縣）的范令公家中隱居。楊三哥隨即找來吳權第二子吳昌文，收為己子。
楊三哥對吳昌岌窮追不捨，派指揮使楊吉利、杜景碩到范令公處，「索取昌岌，凡三反命」，搜捕數回仍未果。范令公最後唯有「匿昌岌山洞間」，使楊三哥找不著。

### 被吳昌文推翻
950年，楊三哥派吳昌文、楊吉利、杜景碩三人征討太平、唐阮二村的動亂。途中，吳昌文勸告楊吉利、杜景碩二人說：「我先王之德，治于民心，凡所施令，罔不悅從。不幸違棄群臣，平王自行不義，奪我兄弟之位，罪莫大焉。今又使我等征無辜之邑，幸而勝之則已，彼如不服，為之奈何？」二人認為有理，吳昌文便即時決定「還師揜襲平王」。結果吳昌文計成，執獲三哥，「衆欲殺之」，吳昌文卻認為「平王於我有恩，豈忍加刑？」最後，楊三哥被降為「章陽公」，以章陽一地為食邑。

## 關於楊三哥的名稱
中國古籍《宋史·外國列傳·交阯》有這樣的記載：「後有楊廷藝、紹洪皆受廣南署，繼為交阯節度使。紹洪卒，州將吳昌岌遂居其位。」當中的「紹洪」（越南语：／）大概是指楊三哥。此外，《越史略》則稱楊三哥「諱主將」（越南语：／），亦即把「主將」視作他的名。

## 家庭
- 父：楊廷藝，曾於931年至937年成為交趾的統治者。
- 姊妹：吳權王后楊氏，《大越史記全書》說楊三哥是「楊后之兄（原注：一作弟）」。[7]

## 評價
- 越南封建時代史家黎嵩批評「楊三哥以外戚之親，受托孤之寄，然廢主自立，難逃篡弒之誅。」[8]

## 外部連結
- （越南文）（中文）.   [2008-09-10]. （原始内容存档于2016-03-10）.
- （中文）.   [2008-09-10]. （原始内容存档于2009-06-16）.
- （越南文） (PDF). （原始内容 (PDF)存档于2012-07-04）.

| 前任： 吳權 | 越南吳朝君主 945年－950年 | 繼任： 吳昌文 |